# Marc Baum
Marc Baum (Esch-sur-Alzette, 11 de juny de 1978) és un actor i polític luxemburguès, militant de L'Esquerra.
L'any 2004 va interpretar a Olif a la pel·lícula Venezuela i l'any 2006 a Heinrich Heißsporn a Full Stuff. L'any 2008 substituí a André Hoffmann com a regidor al consell de la ciutat d'Esch-sur-Alzette.